# Iglesia de Sant Romà de Erts
La iglesia de Sant Romà d'Erts es una iglesia románica situada en el núcleo de Erts, en la parroquia andorrana de La Massana. Se encuentra llegar al pueblo por la carretera de Arinsal, cerca de donde está la iglesia nueva, un edificio del siglo XVIII de planta muy sencilla. Las ruinas de la antigua iglesia se encuentran en un camino donde se encuentra un transformador de electricidad, que de hecho está situado en parte encima de la que fue la planta de la antigua capilla.

## Descripción

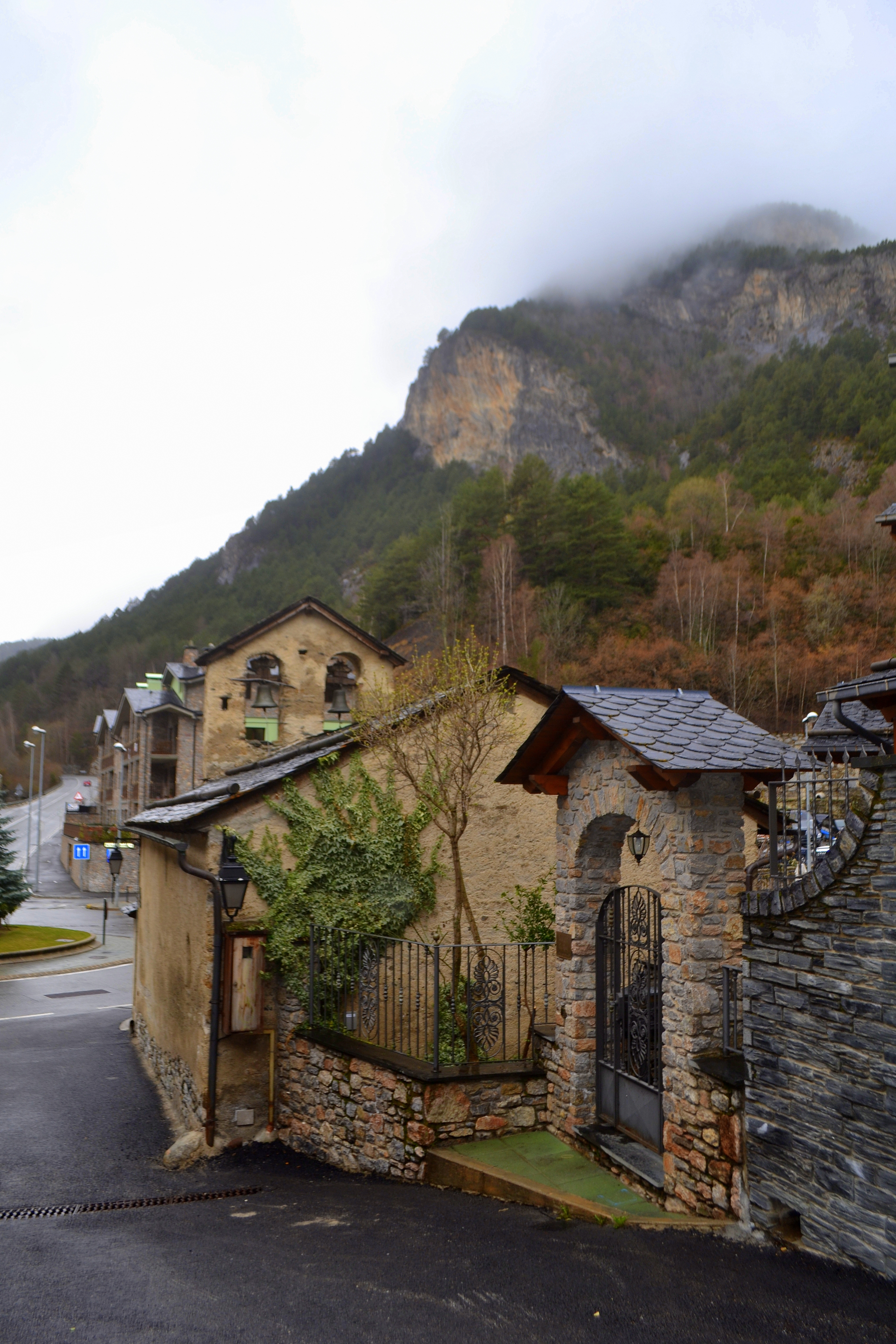
Vista de la parte posterior de la iglesia.

Se trata de una iglesia de medidas muy reducidas formada por una única nave, de forma rectangular, prolongada por un ábside, también rectangular con cubierta por una bóveda de cañón. La fachada está formada por una puerta de madera y dos ventanas cuadrangulares a cada lado. La entrada tiene un pequeño porche, con cubierta a dos aguas, que la protege. Justo encima hay un campanario de espadaña, con medidas desproporcionadas en comparación al edificio, con dos aperturas de arco de medio punto.
El muro de tramuntana —orientado al norte— de la antigua iglesia ha persistido a lo largo del tiempo y en él se han conservado algunos restos de pinturas murales, a pesar de que su estado de conservación no permite hacer una datación exacta. La parte del ábside se ha conservado como muro de contención del camino.